# 보은 법주사 복천암 극락보전
보은 법주사 복천암 극락보전(報恩 法住寺 福泉庵 極樂寶殿)은 충청북도 보은군 속리산면 법주사에 있는 조선시대의 극락보전이다. 2009년 3월 6일 충청북도의 유형문화재 제298호로 지정되었다.

## 개요
복천암은 사적기에 의하면 성덕왕 19년(720)에 창건되었으며 고려 태조 1년(918) 證通國師가, 선종 1년(1084) 導生僧痛, 예종 2년(1107)에 慈淨國尊이 중수하고, 조선 세종 31년(1449)에 信眉禪師가 중수하였다.
수차례에 걸쳐 중건되다 소실된 것을 영조 11년(1735)에 卓融禪師가 소실된 것을 재창하였으며 순조 3년(1803) 就俊師가 중수하였다.
복천암극락전은 1976년 해체 복원하였으며 내부에는 아미타불상과 후불탱화, 신미대사의 탱화가 보존되어 있으며 현판 무량수(無量壽)는 공민왕 친필로 전한다.
初築 당시 기단위에 조선시대 양식으로 복원하였으며 정면3칸 측면3칸 맞배지붕으로 전형적인 조선시대 불전을 구성 하고 있다. 이 건물의 특이한 점은 내부의 고주와 이를 중심으로 구성된 불감이다. 불전 내부 예불공간을 마련하기 위해 불단을 놓는 방법은 부석이나 불갑사처럼 측면으로 놓는 예를 제외하면 크게 세 가지로 구분할 수 있다. 불단의 전면 예불공간을 넓히기 위해 내부의 고주를 이동하는 것이 일반적이다. 이러한 고주법은 고려 중･후기부터 우리나라에 사용된 것으로 짐작되며 조선시대에 들어와 그 예가 많아지다가 조선후기에는 正直法에 비해 많은 사례를 남기고 있다. 건물의 평면이 작은 경우는 아예 불단을 뒷벽에 붙이는 후치법도 자주 등장한다.
인근에 寶物 제1416호 福泉庵秀庵和尙塔와 寶物 제1418호 福泉庵學祖燈谷和尙塔이 있다.
법주사 복천암극락보전은 조선후기 다포계 맞배집 구조임에도 불구하고 측면에 공포를 갖춘 건물이다. 이것은 조선시대 중·후기에 이 지역을 중심으로 희귀하게 건립된 것으로 전국에 20여동 밖에 보이지 않는 특이한 형태로서 공포, 내부구성 등 건축양식이 뛰어나 건축기술사에서의 가치성이 높다.

## 참고 자료
- 보은 법주사 복천암 극락보전 - 국가유산청 국가유산포털